# Pétros Arkoúdios
Pétros Arkoúdios (ou Pierre Arcudius ; en latin Petrus Arcudius, en grec Πέτρος Αρκούδιος, en italien Pietro Arcudio, en polonais Piotr Arkudiusz, en anglais Peter Arkoudios) est un érudit et prêtre catholique grec né dans l'île de Corfou vers 1562-1563 et mort à Rome en 1633.

## Biographie
Pétros Arkoúdios est né à Corfou de parents grecs. Il est venu en Italie à l'âge de 10 ans. Il a étudié au Collège pontifical Saint Athanase des Grecs à Rome à partir de 1578. Il a obtenu un doctorat en philosophie et théologie le 24 janvier 1591. Il a quitté l'orthodoxie grecque pour se convertir au catholicisme romain. Ila été ordonné prêtre. Il a montré un grand dévouement à sa nouvelle religion.
Grâce à ses connaissances et à son zèle, il est devenu un diplomate loyal et très compétent dans de nombreuses missions religieuses. À la demande de l'évêque de Loutsk, Bernard Maciejowski, le pape Grégoire XIV l'a envoyé en 1591 dans le royaume polono-lituanien pour prêcher l'union ecclésiastique avec Rome de la partie de l'église orthodoxe se trouvant dans les provinces ruthènes du royaume placée sous l'autorité du métropolite de Kiev. Il a quitté Rome au printemps 1591 avec l'ambassadeur du roi de Pologne. Il a passé trois années à Kiev et réussi à populariser l'idée de l'union avec Rome et converti Hipacy Pociej à la foi catholique. Il est revenu à Rome au printemps 1594 avec la volonté d'obtenir du pape l'autorisation d'exercer son apostolat dans les îles grecques placées sous la domination de Venise. Clément VIII a refusé car des représentants du métropolite de Kiev, dont Hipacy Pociej, étaient arrivés à Rome pour placer leur province ecclésiastique sous l'autorité de Rome. L'union de Brest a été signée le 23 décembre 1595 par les évêques ruthènes Cyrille Terlecki et Hipacy Pociej représentants le métropolite Michal Rohoza. Les représentants du métropolite ont demandé au pape de fonder un séminaire à Kiev. Pétros Arkoúdios est reparti pour Kiev au printemps 1596 avec un compatriote originaire de Candie. Il a alors préparé le peuple et les prêtres à accepter l'union avec Rome dont la ratification a été faite au synode provincial de Brest (16-20 octobre 1596). Il a travaillé à la fondation du séminaire de Vilna en 1601 avec l'aide du métropolite Potij et où il a enseigné jusqu'en 1603.
Il a aussi aidé les évêques polonais à défendre les intérêts de l'Église catholique en Pologne et à repousser l'expansion du luthéranisme.
Il est revenu à Rome en 1603 pour obtenir des fonds pour ouvrir un nouveau séminaire en Ruthénie, sans succès. Il revient à Vilna en 1605 où il a préparé un catéchisme pour la jeunesse. Il est retourné à Rome en 1609. Il est probablement revenu à Vilna car dans l'épître de dédicace de Concordia ecclesiæ occidentalis et orientalis au roi Sigismond III il a écrit qu'il a passé 20 ans tant à ramener les Ruthènes dans l'obéissance au Saint-Siège qu'à les y maintenir.
Il est définitivement resté à Rome à partir de 1613 où il devient le théologien du cardinal Scipione Borghese. Souhaitant vivre au calme, il a quitté le palais du cardinal pour s'installer au collège pontifical grec. Il a fait partie de la Congrégation de Propagande Fide comme théologien après sa fondation en 1622.
En 1627 il a été blessé dans un accident dans une rue de Rome, renversé par un cheval qui l'a blessé aux jambes et qui lui a fait perdre la capacité de marcher.
Il est mort à Rome en 1633 et a été inhumé dans l'église Saint-Athanase.

## Publications
- Antirrhesis sive Apologia adversus Christophorum Philalethem, 1600 (ce texte a été aussi attribué à Hipacy Pociej)
- Opusculum de procession Spiritus Sancti à Alexium Lascarim Philanthropinum, Cracovie 1602
- Utrum detur purgatorium, et an illud sit per ignem, Rome 1630 (lire en ligne)
- Libri 7 de concordia ecclesiae occidentalis et orientalis in septem sacramentorum administratione, Paris, 1619 (lire en ligne)
- Liber de matrimonio